# Lijst van hoogste gebouwen ter wereld

Vergelijking van een aantal hoge bouwwerken

Dit is een lijst van de hoogste gebouwen ter wereld. Constructies zonder verdiepingen, zoals zendmasten, windmolens en uitkijktorens, worden niet meegerekend als gebouw.

## Gerekende hoogte
Het is niet altijd duidelijk tot welke hoogte wordt gerekend. Een aantal benaderingen zijn:
- Hoogte van de bovenste bewoonbare verdieping
- Hoogte van het dak (functionele hoogte)
- Hoogte van de architectonische constructie (architectonische hoogte)
- Hoogste punt van het gebouw inclusief antennes en dergelijke (structurele hoogte)

Bij het bepalen van het hoogste gebouw ter wereld wordt meestal de architectonische hoogte aangehouden. Dit leidt vaak tot discussie; als je de Willis Tower in Chicago en de Petronas Twin Towers in Kuala Lumpur naast elkaar zou zetten, zou de Willis Tower duidelijk hoger zijn wat betreft het hoogste punt. Desondanks worden de Petronas Twin Towers als hoger beschouwd, omdat de enorme spits meegerekend wordt tot de architectonische constructie, terwijl de antennes op het dak van de Willis Tower dat niet worden. 
Ook is er een verschil tussen de hoogte van de hoogste gebruikte verdieping (het "dak") versus de architectonische hoogte. Bij de oplevering in 2008 was het Shanghai World Financial Center met een hoogte van 492 meter het hoogste gebouw van de wereld gemeten op dakhoogte: de hoogste verdieping van dat gebouw bevindt zich op 474 meter en het dak bevindt zich op 487 meter. Destijds had het Taipei 101-gebouw in de Taiwanese hoofdstad Taipei met 508 meter officieel de titel "Hoogste gebouw ter wereld" (gemeten op antennehoogte), maar het dak van dat gebouw bevindt zich op 449 meter.
Op 17 januari 2009 bereikte de Burj Khalifa zijn hoogste punt met 828,0 m. Dit gebouw is nu officieel het hoogste gebouw ter wereld. De wolkenkrabber staat in Dubai, in de Verenigde Arabische Emiraten. In Jeddah, Saoedi-Arabië, is er gewerkt aan de Jeddah Tower met een geplande hoogte van 1008 meter. De verwachte oplevering was in 2020, maar de bouw is stilgelegd.

## Hoogste gebouwen ter wereld (architectonische hoogte)
|        | Naam                                              | Locatie                             | Hoogte | Voltooid | Afbeelding |
| ------ | ------------------------------------------------- | ----------------------------------- | ------ | -------- | ---------- |
| 1      | Burj Khalifa                                      | Dubai, Verenigde Arabische Emiraten | 828 m  | 2010     |            |
| 2      | Merdeka 118                                       | Kuala Lumpur, Maleisië              | 678 m  | 2022     |            |
| 3      | Shanghai Toren                                    | Shanghai, China                     | 632 m  | 2014     |            |
| 4      | Abraj Al Bait-toren                               | Mekka, Saoedi-Arabië                | 601 m  | 2012     |            |
| 5      | Ping An Finance Centre                            | Shenzen, China                      | 599 m  | 2016     |            |
| 6      | Goldin Finance 117                                | Tianjin, China                      | 596 m  | 2019     |            |
| 7      | Lotte World Tower                                 | Seoul, Zuid-Korea                   | 555 m  | 2016     |            |
| 8      | One World Trade Center (II)                       | New York, Verenigde Staten          | 541 m  | 2013     |            |
| 9      | CTF Finance Centre                                | Guangzhou, China                    | 530 m  | 2016     |            |
| 10     | China Zun                                         | Beijing, China                      | 528 m  | 2018     |            |
| 11     | Taipei 101                                        | Taipei, Taiwan                      | 508 m  | 2004     |            |
| 12     | Shanghai World Financial Center                   | Shanghai, China                     | 492 m  | 2008     |            |
| 13     | International Commerce Centre                     | Hongkong, China                     | 484 m  | 2010     |            |
| 14     | Wuhan Greenland Center                            | Wuhan, China                        | 475 m  | 2023     |            |
| 15     | Central Park Tower                                | New York, Verenigde Staten          | 472 m  | 2020     |            |
| 16     | Lakhta Center                                     | Sint-Petersburg, Rusland            | 462 m  | 2018     |            |
| 17     | Landmark 81                                       | Ho Chi Minhstad, Vietnam            | 461 m  | 2018     |            |
| 18     | Chongqing International Trade and Commerce Center | Chongqing, China                    | 458 m  | 2024     |            |
| 19, 20 | Petronas Tower 1 en 2                             | Kuala Lumpur, Maleisië              | 452 m  | 1998     |            |
| 21     | Changsha IFS Tower T1                             | Changsha, China                     | 452 m  | 2017     |            |
| 22     | Greenland Square Zifeng Tower                     | Nanjing, China                      | 450 m  | 2010     |            |
| 23     | Suzhou IFS                                        | Suzhou, China                       | 450 m  | 2019     |            |
| 24     | Wuhan Center                                      | Wuhan, China                        | 443 m  | 2019     |            |
| 25     | The Exchange 106                                  | Kuala Lumpur, Maleisië              | 445 m  | 2018     |            |
| 26     | Willis Tower                                      | Chicago, Verenigde Staten           | 442 m  | 1974     |            |
| 27     | Kingkey 100                                       | Shenzhen, China                     | 442 m  | 2011     |            |
| 28     | Guangzhou International Finance Centre            | Guangzhou, China                    | 439 m  | 2010     |            |
| 29     | 111 West 57th Street                              | New York, Verenigde Staten          | 435 m  | 2021     |            |
| 30     | One Vanderbilt                                    | New York, Verenigde Staten          | 427 m  | 2020     |            |
| 31     | 432 Park Avenue                                   | New York, Verenigde Staten          | 426 m  | 2015     |            |
| 32     | Marina 101                                        | Dubai, Verenigde Arabische Emiraten | 425 m  | 2016     |            |
| 33     | Trump International Hotel and Tower               | Chicago, Verenigde Staten           | 423 m  | 2009     |            |
| 34     | Jin Mao Tower                                     | Shanghai, China                     | 421 m  | 1999     |            |
| 35     | Two International Finance Centre                  | Hongkong, China                     | 415 m  | 2003     |            |

## Websites
- The World's Tallest Buildings – Lijst van gebouwen, ten minste 213 meter hoog, die in aanbouw zijn of zijn goedgekeurd, en historische lijsten per tien jaar.
- Skyscraper diagrams